# Strobist
Strobist – zestaw technik stosowanych do oświetlenia sceny przy użyciu lamp błyskowych.
Do technik typu strobist zaliczane są:
- Sztuka rozmieszczenia lamp względem kamery i obiektu fotografowanego.
- Dobór mocy (ręczny lub poprzez pomiar TTL) i ukierunkowania lamp. Używanie światłomierzy i histogramów do korekty mocy światła.
- Modyfikacje kształtu i kierunku światła, takie jak zmiękczanie, odbijanie, rozpraszanie, a także urządzenia do tego służące, takie jak dyfuzory, parasolki, czy softboxy .
- Modyfikacje koloru światła, zwykle poprzez odpowiednio dobrane filtry żelowe na lampach. Korekta balansu bieli przy użyciu filtrów obiektywowych, lub w oprogramowaniu aparatu lub komputera służącego do obróbki zdjęć.
- Techniki zdalnego kontrolowania wielu lamp błyskowych (przewodowe, optyczne, radiowe).
- Łączenie światła błyskowego ze światłem zastanym (słonecznym lub sztucznym), a także z lampami fotograficznymi o pracy ciągłej.

Słowo Strobist pochodzi od tytułu blogu internetowego amerykańskiego fotografa Davida Hobby.